# Shoot Shoot (singolo)
Shoot Shoot è un singolo del gruppo musicale inglese UFO, pubblicato nel 1975.

## Tracce
Lato A
1. Shoot Shoot – 3:34 (Parker, Schenker, Way, Mogg)

Lato B
1. Love Lost Love – 3:18 (Schenker, Mogg)